# Ulice Vol. 1
"Ulice Vol.1" је прва компилација продукцијске куће Басивити мјузик, издата у децембру 2003. године. 
Албум је садржао нове и до тада необјављене нумере. Већина песама је снимана у периоду новембар/децембар 2003. године. 
Продукцију су радили  Онеја, Луд, Реља Миланковић, Биг Бос и ИКС3М.

## Списак песама
1. ВИП- Улице знају боље
2. Струка- Игра је курва
3. Шорти& Марчело- Микрофон и ритам
4. Ел президенте&Букеј МЦ- 11000 БГ
5. Луд- Узми све
6. Демијан&Таргет- Дај мик вамо
7. Суид- Да ли знаш
8. Шорти&Мистејк Мистејк- Један корак
9. Реми- Није касно
10. Марчело& Едо Мајка& Невена- Волим
11. Трајл- Сплит персоналити
12. Икс3м- Срце куца много јаче
13. Луд- Јанпи
14. Ху си- Бока, Бока
15. Бетон лига&Ненси- Гледај
16. Икац- Град ујутру